# Michelsamt
Das Michelsamt ist eine historische Region im nördlichen Teil des Kantons Luzern.
Es unterstand der Herrschaft des Chorherrenstifts Beromünster und fiel im Jahr 1415 an die Stadt Luzern, welche mit dieser Einverleibung eine markante Erweiterung ihres Herrschaftsbereichs verzeichnen konnte. Das Michelsamt existierte bis 1798 und bestand aus dem eigentlichen Michelsamt östlich des Sempachersees, dem so genannten Eiamt westlich des Sees und den Exklaven Schongau und Ermensee. Es umfasste vollständig die heutigen Gemeinden Pfeffikon, Rickenbach, Beromünster, Gunzwil, Neudorf, Schongau, Eich und Schenkon sowie grosse Teile von Oberkirch und Nottwil und einen kleinen Teil der heutigen Gemeinden Ermensee und Sursee. Alle diese Gemeinden gehören – mit Ausnahme von Schongau und Ermensee (Amt Hochdorf) – heute zum Amt Sursee. Heute werden nur noch die Gemeinden Beromünster/Gunzwil/Schwarzenbach/Neudorf und Rickenbach/Pfeffikon zum Michelsamt gezählt.